# Le Hérie-la-Viéville
Le Hérie-la-Viéville ist eine französische Gemeinde mit 194 Einwohnern (Stand: 1. Januar 2022) im Département Aisne der Region Hauts-de-France (bis 2015: Picardie). Sie gehört zum Arrondissement Vervins, zum Kanton Marle und zum Gemeindeverband Thiérache du Centre.

## Geographie
Die Gemeinde liegt am Westrand der Thiérache, rund 28 Kilometer östlich von Saint-Quentin. Umgeben wird Le Hérie-la-Viéville von den Nachbargemeinden Puisieux-et-Clanlieu im Norden, Sains-Richaumont im Osten, Monceau-le-Neuf-et-Faucouzy im Süden und Landifay-et-Bertaignemont im Westen.

## Bevölkerungsentwicklung
| Jahr      | 1962 | 1968 | 1975 | 1982 | 1990 | 1999 | 2006 | 2015 | 2022 |
| Einwohner | 262  | 278  | 251  | 213  | 197  | 243  | 231  | 233  | 194  |

## Sehenswürdigkeiten

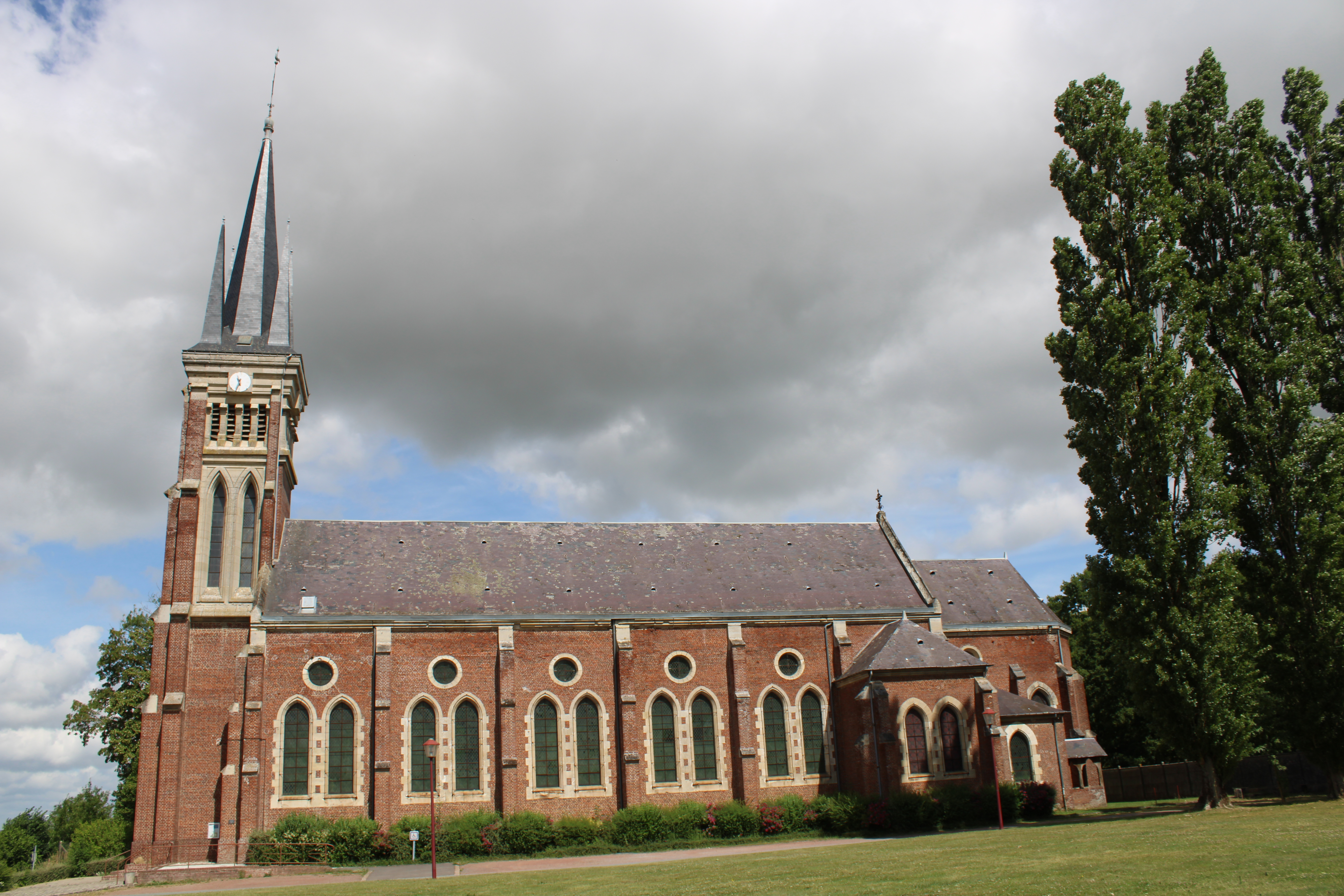
Kirche Saint-Pierre-aux-Liens
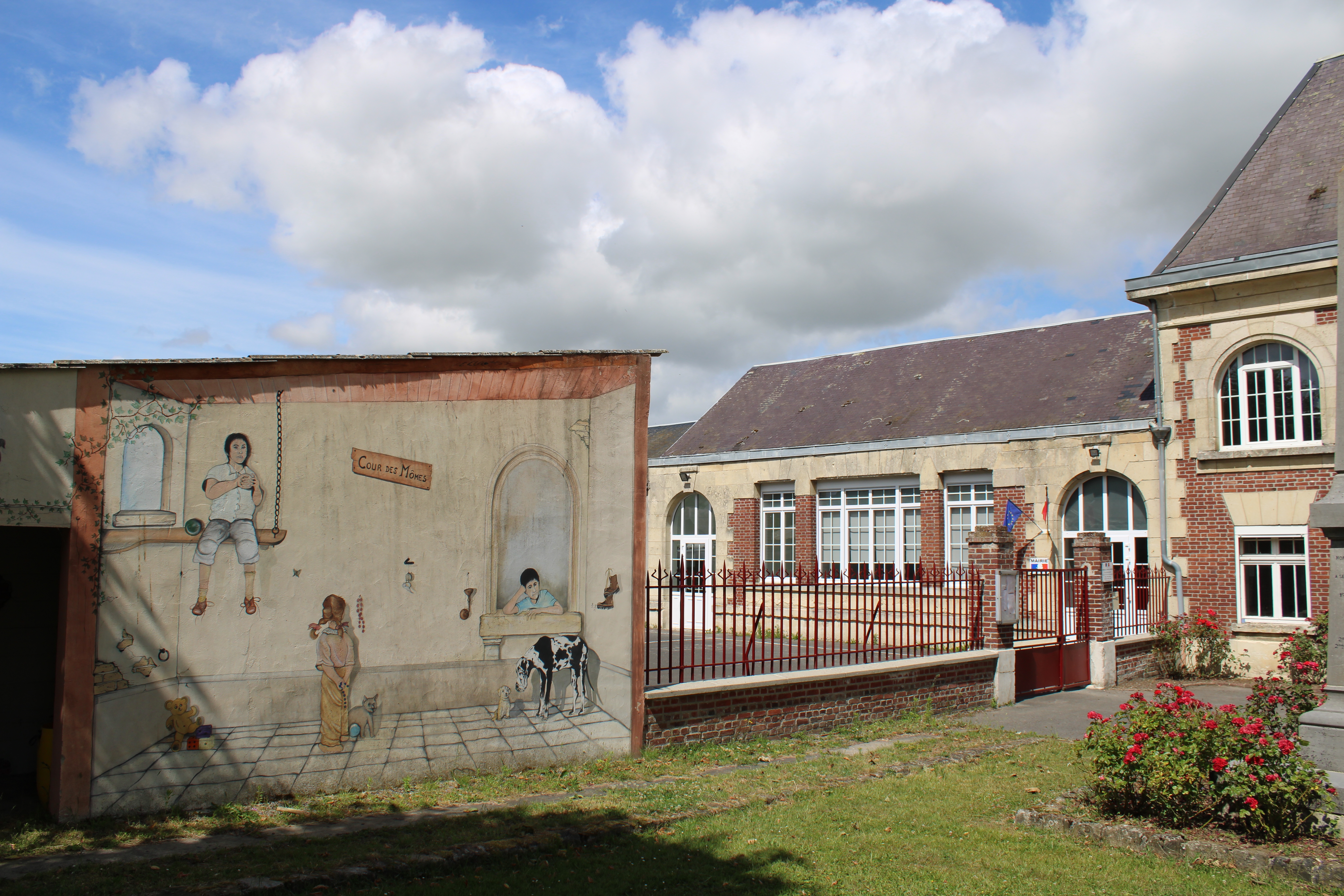
Schloss
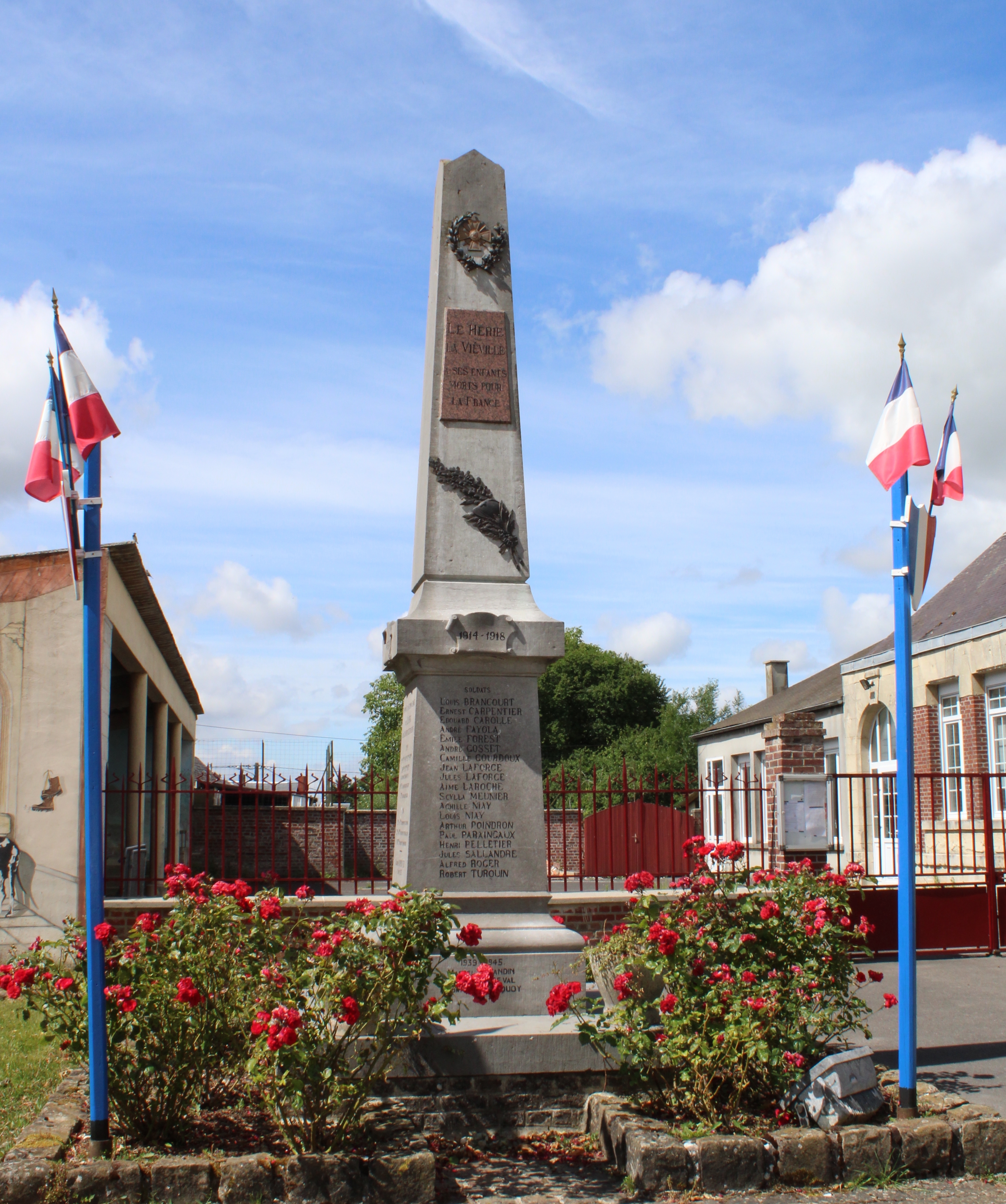
Wasserturm

- Kirche Saint-Pierre-aux-Liens
- Schule
- Gefallenendenkmal